# Hadar ha-Karmel

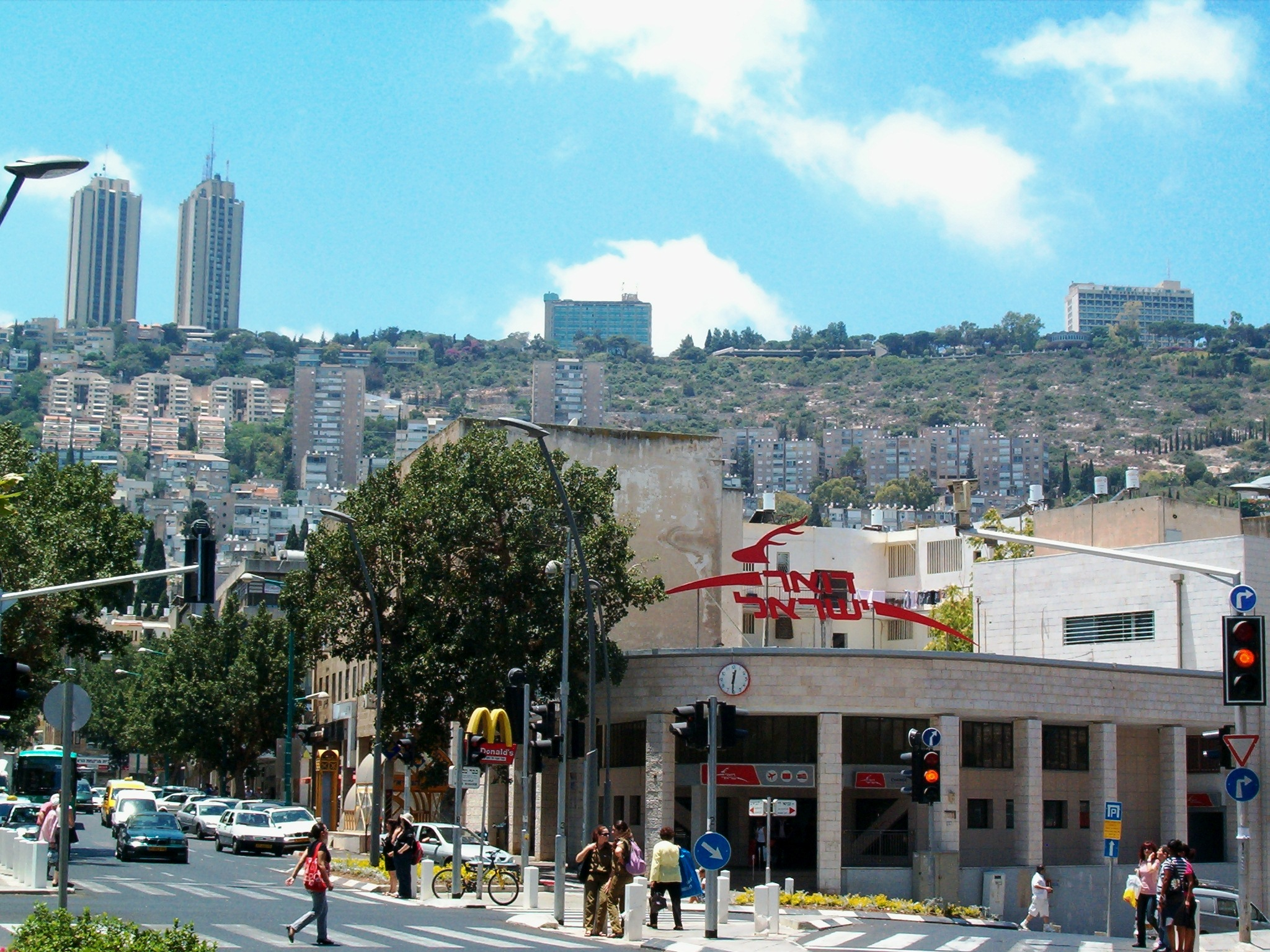
Zástavba ve čtvrti Hadar ha-Karmel, nároží ulic Herzl a ha-Nevi'im

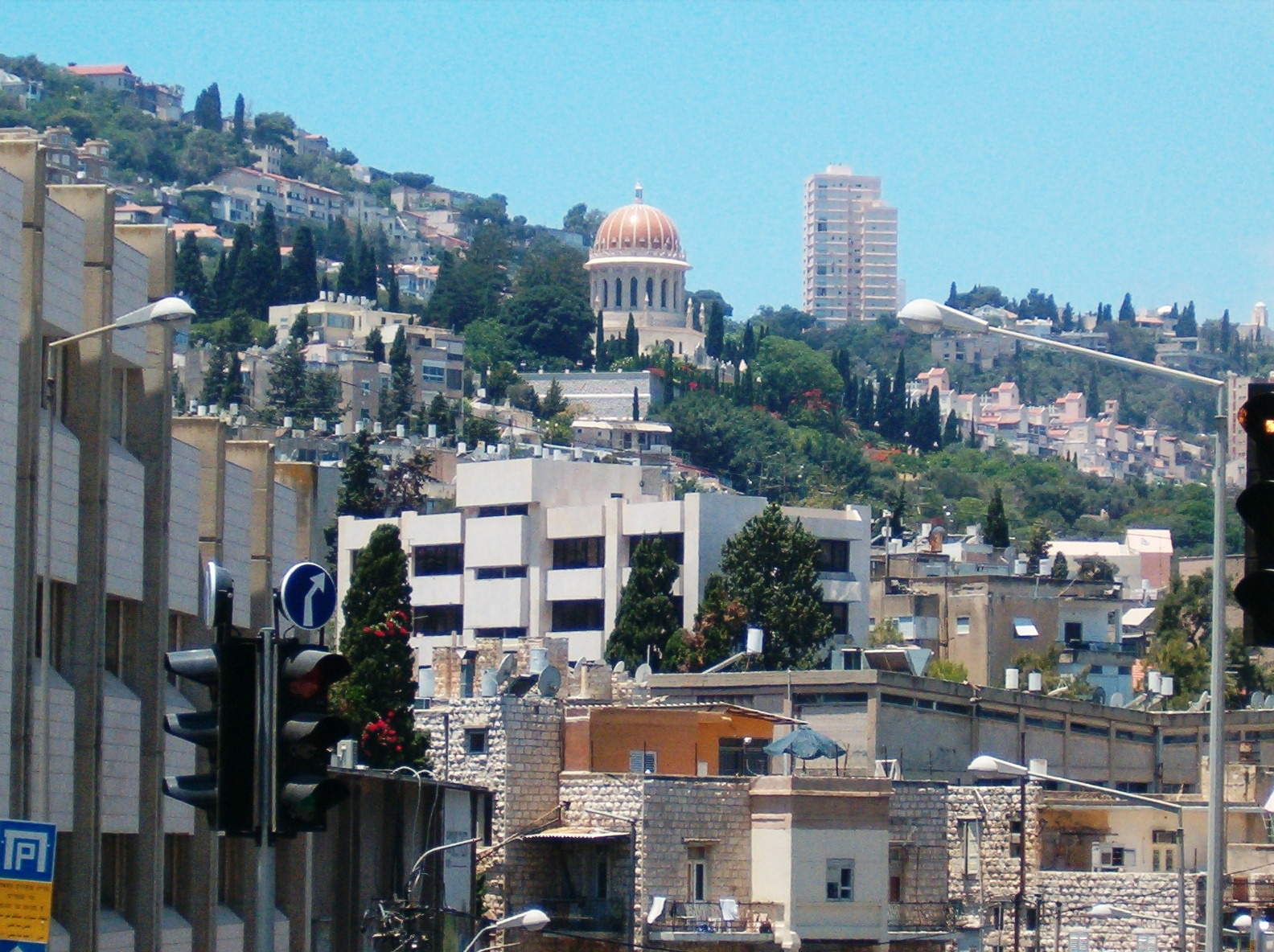
Zástavba ve čtvrti Hadar ha-Karmel, v pozadí Světové centrum Bahá'í

Hadar ha-Karmel (hebrejsky הדר הכרמל‎, též jen Hadar, הדר‎) je čtvrť v centrální části Haify v Izraeli. Nachází se v administrativní oblasti Hadar, na okraji pohoří Karmel.

## Geografie
Leží v nadmořské výšce do 150 metrů, cca 1 kilometr jižně od centra dolního města. Na severu s ní sousedí čtvrť Vádí Nisnas a Vádí Salib, na jihu Hadar-Ejlon a Ge'ula, na jihovýchodě Nachala, na západě Herzlija a Abbás s komplexem Světového centra Bahá’í. Zaujímá polohu na severních svazích pohoří Karmel. Hlavní dopravní osou jsou ulice Arlozorov, Balfour a Herzl. Populace je židovská, s arabskou menšinou.

## Dějiny
Výstavba tu probíhala od 20. a 30. let 20. století. Šlo o součást rozvoje širší oblasti Hadar, kterou urbanista a architekt Richard Kaufmann navrhl jako zahradní předměstí a která má řadu samostatných urbanistických souborů, v nichž je vlastní Hadar ha-Karmel jen jednou z podčástí. Statisticky je celá takto vymezená oblast Hadar jedním z demografických center města. Rozkládá se na rozloze 2,83 kilometru čtverečního. V roce 2008 zde žilo 36 610 lidí, z toho 22 290 Židů, 3 630 muslimů a 5 140 arabských křesťanů. Pro statistické účely se oblast rozděluje na další podjednotky jako Hadar-Ma'arav, Hadar-Merkaz, Hadar-Mizrach nebo Hadar-Ejlon. Jde o obchodní centrum města a sídlo mnohých institucí jako haifská radnice.